# Dom (filme)
Dom é um filme brasileiro de 2003, do gênero drama, com roteiro e direção de Moacyr Góes e é uma reimaginação da obra Dom Casmurro, de Machado de Assis. Foi o filme marca de estreia do diretor Moacyr Góes no cinema.

## Sinopse
Bento (Marcos Palmeira) é um homem cujos pais, apreciadores de Machado de Assis, resolveram batizá-lo com este nome em homenagem ao personagem homônimo do livro Dom Casmurro. Tantas vezes foi justificada a razão da homenagem que Bento cresceu com a ideia fixa de que seria o próprio personagem e destinado a viver, exatamente, aquela história. Até chamava sua amiga de infância no Rio de Janeiro, Ana Clara (Maria Fernanda Cândido), de Capitu. Seus amigos, conhecedores do seu sentimento de predestinação, lhe apelidaram de Dom. Bento e Ana separaram-se quando a família do menino mudou-se para São Paulo. Já adulto, Bento reencontra Miguel, um amigo que Bento conheceu antes de Miguel desistir da faculdade de Engenharia. Miguel está em São Paulo para procurar modelos para um clipe de uma banda de rock (Capital Inicial), que sua empresa está produzindo, e leva Bento para o estúdio, com o pretexto de conhecê-la, mas na verdade é para aproximá-lo de sua assistente. É lá que "Dom" acidentalmente reencontra a sua Capitu e dali renasce o romance da infância, só que, agora, avassalador.

## Elenco
- Marcos Palmeira - Bento
- Maria Fernanda Cândido - Ana Clara
- Bruno Garcia - Miguel
- Luciana Braga
- Malu Galli
- Leon Goes
- Cláudia Ventura
- Walter Rosa
- Gustavo Ottoni

## Principais prêmios e indicações
Festival de Gramado 2003 (Brasil)
- Venceu na categoria de Longa Metragem em 35 mm, Brasileiros - Melhor Atriz (Maria Fernanda Cândido).
- Indicado na categoria de Longa Metragem em 35 mm, Brasileiros - Melhor Filme.